# Schwarzbürstige Blattschneiderbiene
Die Schwarzbürstige Blattschneiderbiene (Megachile nigriventris), auch Schwarzbäuchige Blattschneiderbiene, ist eine Art aus der Gattung Megachile (Blattschneider- und Mörtelbienen) aus der Ordnung der Hautflügler.

## Merkmale
Die Weibchen werden 13–17 mm lang. Das Gesicht ist schwarz behaart. Der Thorax und die ersten beiden Tergiten sind gelbbraun behaart. Die Tergiten 3–6 und die Bauchbürste sind schwarz. Die Männchen sind 14–16 mm groß, ähnlich gefärbt und tragen an den Tarsen des Vorderbeines einen weißen Kamm.

## Verbreitung
Die Art ist in den Gebirgen Mitteleuropas (bis 2000 m) und Nordeuropas bis Mittelasien verbreitet. Megachlie nigriventris gilt als boreomontane Art, das heißt, sie lebt in der borealen Zone, weiter südlich nur in Gebirgen, die ihr ähnliche Lebensbedingungen bieten. In der borealen Zone kommt sie bis in den Osten Sibiriens (Oblast Amur) vor. In Norddeutschland kommt sie nicht vor, aber (wenngleich selten) in Dänemark. Sie findet sich an Waldrändern und -lichtungen und auch in Gärten, sofern Totholz vorhanden ist.

## Lebensweise
Die Schwarzbürstige Blattschneiderbiene lebt wie alle anderen Blattschneiderbienenarten und 95 % der Wildbienenarten solitär (siehe auch Solitärbienen). Sie fliegt in einer Generation im Jahr von Mai (Männchen)/Juni (Weibchen) bis August. Pollen und Nektar für ihre Nachkommenschaft sammelt sie vorwiegend an Schmetterlingsblütlern. Die Nistzellen werden in Totholz angelegt und bestehen aus selbstgenagten Gängen in morschem Weichholz von Baumstümpfen, Ästen, alten Balken und Pfosten. Die bis zu 15 Brutzellen werden mit Ausschnitten aus Laubblättern ausgekleidet, von denen nur die innersten Schichten miteinander verklebt werden. Auf der Suche nach geeigneten Blättern fliegt Megachile nigriventris bis zu 100 m weit. Die Blattausschnitte werden wie ein kleiner Sattel fliegend zwischen den Beinen transportiert. Die Überwinterung erfolgt als Ruhelarve im Kokon.

## Parasiten
Die Brutzellen werden von den Kegelbienen Coelioxys elongata und C. lanceolata (im Alpenraum) parasitiert (Brutparasitismus).

## Forschungsgeschichte
Als Adolph Schenck Megachile nigriventris 1868 (nicht wie oft fälschlich angegeben, 1870) beschrieb, lagen ihm Exemplare aus Österreich/Tirol vor (geschickt von Camill Heller aus Innsbruck). Zu Schencks Zeit kam Megachile nigriventris im Herzogtum Nassau, seinem eigentlichen Bearbeitungsgebiet, nicht vor. Die Art wird innerhalb der Gattung Megachile der Untergattung Xanthosarus Robertson, 1903 zugerechnet. Ein Synonym ist Megachile hasticornis Cockerell, 1924